# Vimolchatra

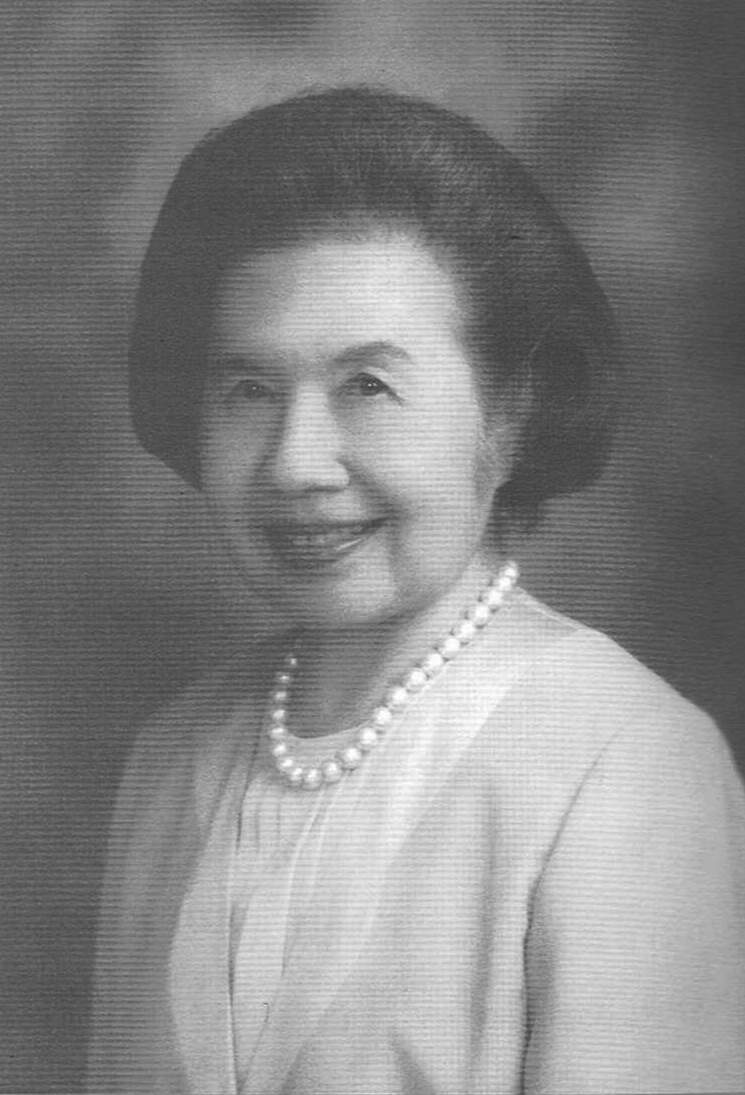

Vimolchatra van Thailand of Phra Vorawongse Ther Phra Ong Chao Vimolchatra (Thai: พระวรวงศ์เธอ พระองค์เจ้าวิมลฉัตร) (Bangkok, 27 juni 1921 - aldaar, 5 december 2009), was een Thaise prinses. Zij was een dochter van Purachtra, een zoon van koning Chulalongkorn. Zij was gehuwd met prins Udaya Chalermlabh Vudhijaya en had een zoon en een dochter.